# 2024年世界能力青年運動會中華台北代表團
2024年世界能力青年運動會中華台北代表團是中華民國（台灣）以“中華台北”名義，參與在泰國曼谷舉行的2024年世界能力青年運動會。本屆共參加4個項目，總計選手11位，最終獲得8金2銀5銅，總共15面獎牌。

## 獎牌統計

### 獎牌項目
| 項目     | 金牌 | 銀牌 | 銅牌 | 總數 |
| -------- | ---- | ---- | ---- | ---- |
| 桌球     | 6    | 2    | 1    | 9    |
| 田徑     | 1    | 0    | 2    | 3    |
| 地板滾球 | 1    | 0    | 0    | 1    |
| 健力     | 0    | 0    | 2    | 2    |

### 獎牌得主
| 獎牌 | 運動員        | 運動     | 項目                     |
| ---- | ------------- | -------- | ------------------------ |
| 金牌 | 蘇晉賢        | 桌球     | 男子單打10級             |
| 金牌 | 陳先覺        | 桌球     | 男子單打9級              |
| 金牌 | 黃壬莛        | 桌球     | 男子單打7級              |
| 金牌 | 黃建方        | 桌球     | 男子單打4級              |
| 金牌 | 蘇晉賢        | 桌球     | 混合雙打14-20級          |
| 金牌 | 蘇晉賢 黃壬莛 | 桌球     | 男子雙打18級             |
| 金牌 | 姚宥米        | 田徑     | 女子100公尺（T71級）     |
| 金牌 | 張嘉云        | 地板滾球 | BC3混雙組                |
| 銀牌 | 謝宗穎        | 桌球     | 男子單打9級              |
| 銀牌 | 陳先覺 謝宗穎 | 桌球     | 男子雙打18級             |
| 銅牌 | 吳威毅        | 田徑     | 男子鉛球（F35級）        |
| 銅牌 | 吳威毅        | 田徑     | 男子跳遠（T35級）        |
| 銅牌 | 林家翔        | 健力     | 男子49公斤級（個人總合） |
| 銅牌 | 林家翔        | 健力     | 男子49公斤級（個人最佳） |
| 銅牌 | 黃壬莛        | 桌球     | 混合雙打14-20級          |

## 田徑

### 男子組
- 吳威毅：
  - 男子鉛球（F35級）：4.75（ 銅牌）
  - 男子跳遠（T35級）： 銅牌
  - 男子200公尺（T35-38級）：52.92（第六名）

### 女子組
- 姚宥米：女子100公尺（T71級），1:00.58（ 金牌）

## 桌球

### 男子組
單打
- 黃建方：男子單打4級（ 金牌）
- 黃壬莛：男子單打7級（ 金牌）
- 陳先覺：男子單打9級
  - 小組賽（2勝0敗，小組第一）
  - 四強賽（ WONG Hon Lam，勝 3：2）
  - 金牌賽（ 謝宗穎，勝 3：0）
  - 結果： 金牌
- 謝宗穎：男子單打9級
  - 小組賽（2勝0敗，小組第一）
  - 四強賽（ DUKALSKI Jan，勝 3：1）
  - 金牌賽（ 陳先覺，負 0：3）
  - 結果： 銀牌
- 蘇晉賢：男子單打10級
  - 小組賽（2勝0敗，小組第一）
  - 四強賽（ OANTA Daniel Vasile，勝 3：0）
  - 金牌賽（ BARTOSIK Dominik，勝 3：0）
  - 結果： 金牌

雙打
- 蘇晉賢、黃壬莛：男子雙打18級
  - 小組賽（2勝0敗，小組第一）
  - 八強賽（ LOW Jayden、LEE Caleb Jia Xuan ，勝 3：0）
  - 四強賽（ GLOWCZYK Tobiasz Mateusz、DUKALSKI Jan ，勝 3：0）
  - 金牌賽（ 謝宗穎、陳先覺 ，勝 3：1）
  - 結果： 金牌
- 謝宗穎、陳先覺：男子雙打18級
  - 小組賽（1勝1敗，小組第二）
  - 八強賽（ OANTA Daniel Vasile/STAFIE Cristian-Marian ，勝 3：0）
  - 四強賽（ KOWALSKI Kamil/BARTOSIK Dominik ，勝 3：2）
  - 金牌賽（ 蘇晉賢、黃壬莛，負 1：3）
  - 結果： 銀牌

### 混合組
- 與外國選手合作：
  - 蘇晉賢、 PHATHUMCAI Kanokporn：混合雙打14-20級
    - 小組賽（2勝0敗，小組第一）
    - 四強賽（ 黃壬莛 、 KHOMPAST Janisa，勝 3：2）
    - 金牌賽（ RAVI Baby Sahana、 YOGANAND SURESH Nithish，勝 3：2）
    - 結果： 金牌

  - 黃壬莛、 KHOMPAST Janisa：混合雙打14-20級
    - 小組賽（1勝1敗，小組第二）
    - 八強賽（ KWAN Chi Him、 LAM Yan Yu，勝 3：0）
    - 四強賽（ 蘇晉賢、 PHATHUMCAI Kanokporn，負 2：3）

  - 結果： 銅牌
  - 陳先覺、 ADLEFI Tiba Mohammed Hameed：混合雙打14-20級
    - 小組賽（1勝1敗，小組第二）
    - 八強賽（JABLONKA Barbara/ZIELINSKI Marcin ，負 2：3）

## 健力
- 林家翔：
  - 男子49公斤級（臥舉）：32（第一次，成功）、35（第二次，成功）、40（第三次，失敗）
    - 個人總合：67（ 銅牌）
    - 個人最佳：35（ 銅牌）

## 地板滾球

### BC2單人組
- 塗煜鈞：
  - 預賽（A組第二，2勝1負）
    -  王凱銘 5:2（勝）
    -  Roberto Gere 6:1（勝）
    -  Gischa Zayana 0:10（負）

  - 六強賽： Pooripat Hongtavee 1:4（負）
  - 結果：第5名
- 王凱銘：
  - 預賽（A組第三，1勝2負）
    -  塗煜鈞 2:5（負）
    -  Gischa Zayana 1:9（負）
    -  Roberto Gere 9:0（勝）

  - 結果：第8名

### BC3單人組
- 張嘉云：
  - 循環賽（1和3負）
    -  Daniel Nakia 3:5（負）
    -  Kanyapat Saybut 3:3（和局）
    -  Sith Runglertkriangkrai 5:6（負）
    -  Jia Yi Yan 0:8（負）

  - 結果：第5名

### BC3混雙組
- 張嘉云、 Daniel Nakic、 Jia Yi Yan
  - 循環賽（2勝0負，7-2）
    - R1：4-1（勝）
    - R2：3-1（勝）

  - 結果： 金牌